# Bahnhof Günzburg
Bahnhof Günzburg vasútállomás Németországban, Günzburg tartományban. A német vasútállomás-kategóriák közül a harmadik csoportba tartozik.

## Vasútvonalak
Az állomást az alábbi vasútvonalak érintik:
- Ulm–Augsburg-vasútvonal
- Günzburg–Mindelheim-vasútvonal

## Forgalom

### Távolsági
Az állomást az alábbi távolsági járatok érintették 2014-ben:
| Járat    | Útvonal | Útvonal | Gyakoriság       |
| -------- | --- | --- | ---------------- |
| ICE 11   | Frankfurt – Mannheim – Stuttgart – Ulm – Günzburg – Augsburg – München | Frankfurt – Mannheim – Stuttgart – Ulm – Günzburg – Augsburg – München | bizonyos vonatok |
| ICE 42   | Düsseldorf – Köln – Frankfurt Flughafen – Mannheim – Karlsruhe – Stuttgart – Ulm – Günzburg – Augsburg – München                                                                  | Düsseldorf – Köln – Frankfurt Flughafen – Mannheim – Karlsruhe – Stuttgart – Ulm – Günzburg – Augsburg – München                                                                  | egy vonatpár     |
| EC/IC 32 | (Münster / Dortmund –) Essen – Duisburg – Düsseldorf – Köln – Koblenz – Mainz – Mannheim – Heidelberg – Stuttgart – Ulm – Günzburg – Augsburg – München (– Salzburg – Klagenfurt) | (Münster / Dortmund –) Essen – Duisburg – Düsseldorf – Köln – Koblenz – Mainz – Mannheim – Heidelberg – Stuttgart – Ulm – Günzburg – Augsburg – München (– Salzburg – Klagenfurt) | bizonyos vonatok |
| IC 60    | Karlsruhe – Stuttgart – Ulm – Günzburg – Augsburg – München | Karlsruhe – Stuttgart – Ulm – Günzburg – Augsburg – München | bizonyos vonatok |
| IC/EC 62 | Frankfurt – Heidelberg – | Stuttgart – Ulm – Günzburg – Augsburg – München – Salzburg (– Klagenfurt / Graz / Linz / Zágráb)                                                                                  | kétóránként      |
| IC/EC 62 | Saarbrücken – Mannheim – | Stuttgart – Ulm – Günzburg – Augsburg – München – Salzburg (– Klagenfurt / Graz / Linz / Zágráb)                                                                                  | kétóránként      |

## Kapcsolódó állomások
A vasútállomáshoz az alábbi állomások vannak a legközelebb:
- Offingen
- Gundelfingen (Bayern)
- Leipheim
- Wasserburg (Günz)